# Georg Naporra
Georg Naporra (Brosowen, oktober 1731 – 1793) was een Duitse matroos, koopman en autobiograaf.

## Leven
Naporra kwam uit een gezin van lutherse vrije boeren in het Oost-Pruisische dorp Brosowen, tegenwoordig Brzosowo in de Poolse Woiwodschap Ermland-Mazurië. Doordat hij vier jaar naar de Latijnse school ging, schreef hij Duits, Pools en wat Latijn. Na een aantal onbevredigende baantjes bij winkeliers en handelaars reisde hij naar Amsterdam en nam hij er op 3 oktober 1752 dienst in de Verenigde Oostindische Compagnie. Hij vertrok in 1753 op het schip De Drie Papegaaien naar Batavia en keerde in 1756 terug op de Kasteel van Tilburg. Het miserabele matrozenleven had zijn verwachtingen niet ingelost. Hij gaf het op en vestigde zich in Dantzig, waar hij het burgerschap kocht, in 1766 trouwde en een succesvol koopman werd.

## Autobiografie
Tijdens zijn zeereis hield Naporra heimelijk een dagboek bij, dat hij vanaf 1757 gebruikte voor een volwaardige autobiografie in twee delen. Het eerste volume van deze Kurtze doch eine gewisse und richtige Lebens-Beschreibung des George Naporra is in 1923 aangekocht door het Maritiem Museum Rotterdam (ms. 595). Het tweede deel wordt als verloren beschouwd. Roelof van Gelder gebruikte het manuscript voor zijn doctoraat en voor een microgeschiedenis.